# MÁV 392.001 sorozat
A MÁV 392.0 sorozatba az eredetileg Guttman Izidor munkácsi bútorgyárának az Orenstein és Koppel Mozdonygyár (O&K) által 1908-ban gyártott keskenynyomtávú szertartályos gőzmozdonyt sorolták.
A mozdony 1916-ban a cs. kir.Hadivasút állományába került , majd 1917-ben MÁV állományban, ahol megkapta 392.001 pályaszámát. 1938-tól a Ludnavölgyi Szénbányáknál teljesített szolgálatot Sajószentpéterre 1. pályaszámmal. Innen a Mecseki Szénbányák nagymányoki bányaüzemébe került.
További sorsa ismeretlen.